# Triplax alachuae
Triplax alachuae är en skalbaggsart som beskrevs av Boyle 1956. Triplax alachuae ingår i släktet Triplax och familjen trädsvampbaggar. Inga underarter finns listade i Catalogue of Life.